# Parlement van Australië
Het Parlement van Australië is de wetgevende macht in Australië. Het bestaat uit drie takken: de Kroon (vertegenwoordigd door de gouverneur-generaal), de Senaat en het Huis van Afgevaardigden. De Senaat en het Huis van Afgevaardigden zijn georganiseerd naar het Amerikaanse model. De senatoren vertegenwoordigden de deelstaten en territories, terwijl de Afgevaardigden kiezerseenheden vertegenwoordigen.

## Onderkomen
Het Gemenebest van Australië ontstond op 1 januari 1901 uit de zes Australische koloniën. Prins George, de latere koning George V, opende het parlement op 9 mei 1901 in Melbourne. Dit gebeurde in het Royal Exhibition Building. Na de officiële opening kwam het parlement tot 1927 samen in het Parliament House in Melbourne, dat het leende van het Parlement van Victoria. Dat parlement kwam op haar beurt bijeen in het Royal Exhibition Building.
Het was altijd het plan geweest dat het nationale parlement in de nieuw te vormen hoofdstad zou komen. Dat was een compromis, omdat zowel Sydney als Melbourne, de grootste steden van Australië, het ambieerde de nieuwe hoofdstad te worden. In 1908 werd Canberra aangewezen als locatie voor de nieuwe hoofdstad. De bouw van het nieuwe parlement werd verschillende keren uitgesteld, mede als gevolg van de Eerste Wereldoorlog. Op 28 augustus 1923 werd begonnen met de bouw van het Old Parliament House, zoals het vandaag de dag bekend staat. Op 9 mei 1927 werd het gebouw geopend door prins George, de latere koning George VI, en zijn vrouw Elizabeth.
De regering van premier Malcolm Fraser besloot in 1978 dat er een nieuw parlementsgebouw moest komen. Er werd een wedstrijd uitgeschreven die werd gewonnen door de Italiaanse architect Romaldo Giurgola. Met de bouw werd in 1981 begonnen, het nieuwe parlement werd in 1988 geopend door koningin Elizabeth.

## Senaat
De Senaat bestaat uit 76 leden, twaalf uit elke staat en twee elk voor het Northern Territory en Australian Capital Territory. Senatoren worden sinds 1948 verkozen via het systeem van de evenredige vertegenwoordiging. Dit leidt ertoe dat ook veel "kleinere" partijen zetels behalen. Een ander gevolg is dat de regerende coalitie sinds 1981, met uitzondering van de periode tussen 2005 en 2008, nooit een meerderheid heeft gehad in de Senaat. Voor 1948 werden senatoren gekozen op basis van het the winner takes it all-principe. Daardoor kon het gebeuren dat de van 1920 tot 1923 de Nationalist Party of Australia 35 van de 36 zetels in handen had.

## Huis van Afgevaardigden
Het Huis van Afgevaardigden bestaat momenteel uit 150 leden die volgens een districtenstelsel op basis van het the winner takes it all-principe worden gekozen. Het gevolg daarvan is dat het Huis doorgaans gedomineerd wordt door twee grote blokken, aan de rechterzijde gevormd door de Liberalen en nationalistische partijen, en aan de linkerzijde door Labor.
Elke drie jaar wordt het het volledige Huis van Afgevaardigden en de helft van de Senaat opnieuw gekozen, hoewel de regering de mogelijkheid heeft vroegtijdig nieuwe verkiezingen uit te schrijven. De volledige Senaat en het Huis van Afgevaardigden kunnen geheel worden ontbonden als de Senaat tweemaal wetgeving afkeurt waarmee het Huis van Afgevaardigden wel heeft ingestemd.

## Lidmaatschap
Het is niet mogelijk om tegelijkertijd lid te zijn van zowel de Senaat als het Huis van Afgevaardigden. Verder zijn mensen met een buitenlands paspoort uitgesloten. Oorspronkelijk was er een uitzondering gemaakt voor personen met de Britse nationaliteit. Op het moment dat de Australische Grondwet werd opgesteld had immers elke Australiër de Britse nationaliteit. In 1999 oordeelde het Australische Hooggerechtshof dat het Verenigd Koninkrijk een buitenlandse macht was, waardoor het ook voor Britse staatsburgers niet meer mogelijk is lid te worden van het Congres, tenzij zij hun staatsburgerschap opgeven.
Leden van het Congres genieten geen onschendbaarheid. Zij kunnen gearresteerd en veroordeeld worden voor elke overtreding. Wel genieten zij het parlementaire privilege. Dat betekent dat zij niet kunnen worden aangeklaagd voor dingen die zij zeggen in het parlement of in de media.

## Procedures
De voorzitter van de Senaat draagt de titel President, de voorzitter van het Huis van Afgevaardigden is de Speaker. Zij worden per geheime stemming gekozen. Doorgaans is de voorzitter iemand van de partij met de meeste zetels, hoewel zij bij de debatten niet partijdig mogen optreden.
Volgens de Grondwet moet er in beide Kamers een quorum voordat een debat doorgang kan vinden. In de Senaat moet een kwart van de leden aanwezig zijn, in het Huis van Afgevaardigden een vijfde. Doorgaans kiezen de partijen ervoor op het quorum te negeren, zodat debatten toch kunnen plaatsvinden. De oppositie zet het quorum soms in als vertragingstactiek om zo de regeringspartij dwars te zitten.
De meeste wetsvoorstellen wordt geïntroduceerd in het Huis van Afgevaardigden en lopen langs een aantal stadia voordat het wordt omgezet in wetgeving. De meeste wetsvoorstellen zijn afkomstig van ministers, hoewel Afgevaardigden eigen wetgeving mogen voorstellen (het initiatiefrecht). Bij de eerste lezing wordt de wetgeving voorgelegd aan het Huis, tijdens de tweede lezing wordt er gestemd over de grote lijnen. Vervolgens kan het wetsvoorstel worden doorgestuurd naar een comité die het wetsvoorstel verder kan bestuderen en eventueel amenderen. Bij de derde lezing wordt de wet voorgelegd aan het het gehele Huis van Afgevaardigden die het voorstel kan aannemen of wegstemmen. Vervolgens wordt het doorgestuurd naar de Senaat die ook met het voorstel dient in te stemmen. Als dat gebeurt wordt de wet ter ondertekening doorgestuurd naar de gouverneur-generaal.